# Niyodogawa
Niyodogawa (仁淀川町, Niyodogawa-chō) est un bourg du district d'Agawa, dans la préfecture de Kōchi au Japon. Sa création date de 2015 après la fusion du bourg d'Ikegawa et du village d'Agawa.
Au 1er mai 2015, la population s'élevait à 5 643 habitants répartis sur une superficie de 333 km2.